# Гималаи (фильм)
«Гимала́и» (непальск. हिमालय, фр. Himalaya - l'enfance d'un chef) — фильм 1999 года французского режиссёра Эрика Валли. Первый непальский фильм, номинированный на премию «Оскар» в категории «Лучший фильм на иностранном языке».

## Сюжет
Действие фильма разворачивается в Непале. Старый вождь Тинле высокогорного селения считает, что следующим вождём должен стать его внук. Однако с этим не согласен молодой погонщик Карма, ведь он сам хочет стать вождём. С целью решить спор они отправляются каждый со своим грузом соли вниз в долину, чтобы обменять её на зерно. Впереди их ждёт долгая дорога с жестокими морозами, ветрами и снежными лавинами.

## В ролях
- Тинле Лондуп[англ.] — Тинле, старый вождь
- Гургон Кьяп — Карма, погонщик
- Лакпа Тсамшо[англ.] — Пема, невестка Тинле и мать Пассанга
- Карма Вангель — Церинг / Пассанг, внук и наследник Тинле[2]

## Награды и номинации
Список наград и номинаций приведён согласно сайту IMDb.
- 2000 — номинация на «Оскар» в категории «Лучший фильм на иностранном языке» (Непал).
- 2000 — премия «Сезар» за лучшую операторскую работу (Эрик Гишар) и лучшую музыку к фильму (Брюно Куле).
- 2000 — номинация на премию Европейской киноакадемии за лучшую операторскую работу (Эрик Гишар и Жан-Поль Мёрисс).